# Paralycaeides inconspicua
Paralycaeides inconspicua är en fjärilsart som beskrevs av Max Wilhelm Karl Draudt 1921. Paralycaeides inconspicua ingår i släktet Paralycaeides och familjen juvelvingar. Inga underarter finns listade i Catalogue of Life.